# MILW-Klasse EP-3
Bei der Klasse EP-3 der Chicago, Milwaukee, St. Paul and Pacific Railroad (Milwaukee Road) handelt es sich um von Baldwin Locomotive Works und Westinghouse für den Passagierverkehr im Kaskadengebirge entwickelte Elektrolokomotiven. Obwohl sie gute Fahreigenschaften besaßen und bei den Triebfahrzeugführern beliebt waren, war die gesamte Einsatzzeit von technischen Problemen geprägt. Sie gehörten zu den ersten Elektrolokomotiven der Milwaukee Road, die ausgemustert wurden.

## Entwurf

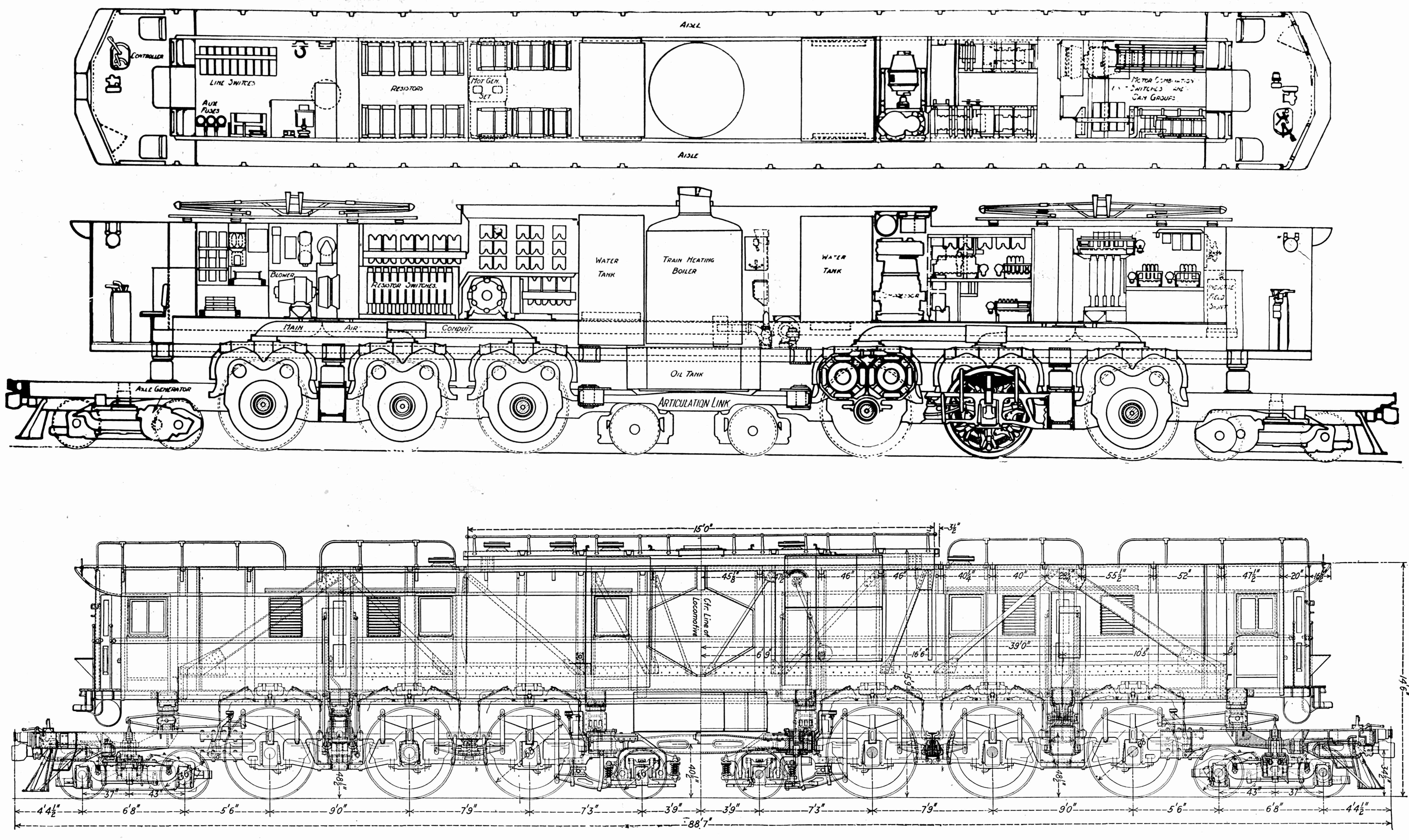
Seitenansicht mit Maßangaben

Als die Milwaukee Road 1917 beschloss, ihre Coast Division zu elektrifizieren, beabsichtigte sie den Erwerb von Triebfahrzeugen der General Electric. Die United States Railroad Administration (USRA) ordnete jedoch an, dass die Bestellung von Elektrolokomotiven zwischen den Firmen General Electric und Westinghouse Electric aufgeteilt werden sollte. Das hatte zur Folge, dass von den 15 beschafften Fahrzeugen fünf in Form der EP-2 „Bi-Polars“ von General Electric und zehn – nämlich die der Reihe EP-3 – von Westinghouse bezogen wurden.
Die EP-3-Lokomotiven, die für dieselben Anforderungen wie die für die EP-2 entworfen worden waren, unterschieden sich wesentlich von den Geschwisterloks der General Electric. Das Erscheinungsbild war glatter und weniger markant. Die gesamte elektrische Ausrüstung war wieder in einem eckigen Kasten (Boxcab) untergebracht, der allerdings nicht so stark ausgeprägt war wie bei der EP-1. Die Achsanordnung in den beiden Fahrgestellen mit den je drei 68 Zoll hohen Treibradsätzen entsprach der der Pazifik-Bauart im Dampflokomotivbau und erfüllte die Anforderungen für höhere Fahrgeschwindigkeiten.

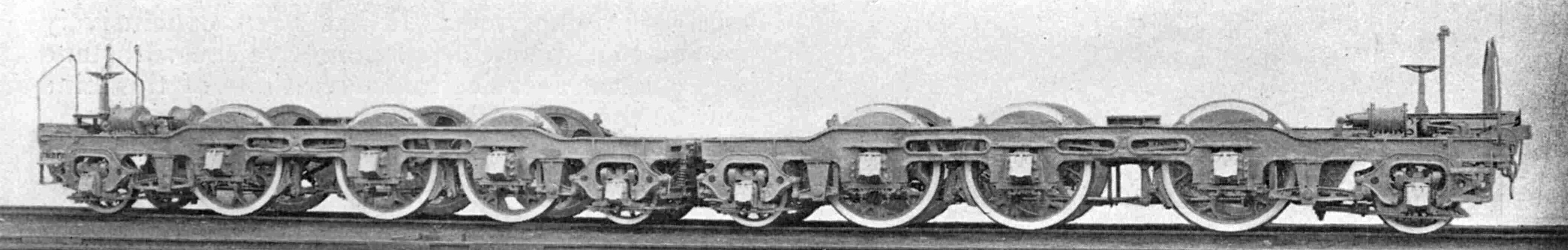
Fahrgestelle (ohne Motoren) einer technisch ähnlichen Baureihe

Der erwähnenswerteste Aspekt der Konstruktion war der Motorenaufbau. Die sechs je 566 PS starken Doppel-Traktionsmotoren waren direkt am Hauptrahmen über den Antriebsachsen angeflanscht. Sie trieben diese jeweils über einen Hohlwellenantrieb an, bei dem ein 15 Zoll durchmessendes Stahlrohr die Radachse umfasste und an den Enden über Stahlfedern mit den Radscheiben verbunden war. Die Fahrmotoren versetzten über ein Zahnradgetriebe die Hohlwelle in Drehbewegung. Durch diesen Aufbau wurden Stöße auf die Radsätze durch das sonst ungefedert auf ihnen lastende Motorengewicht erheblich vermindert und zudem auch der Oberbau geschont. Die einzigen nicht gefederten Teile des Fahrwerks waren somit die Radsätze selbst. Diese Bauart fand später auch bei der PRR-Klasse GG1 prominente Anwendung.

## Konstruktionsfehler und Umbau
Die Quills – Hohlwellen genannten Fahrzeuge gingen zwischen Ende 1919 und Anfang 1921 in Betrieb und erhielten die Betriebsnummern 10300 bis 10309. Sie wurden hauptsächlich der Mountain Division zugeteilt und erlangten bei den Triebfahrzeugführern schnell große Beliebtheit. Sie konnten mühelos Züge auch über der formellen Höchstgeschwindigkeit mit bis zu 128 km/h ziehen. Sie hatten nicht die Schleudertendenz wie die Boxcabs aus der ersten Generation und waren weitaus laufruhiger als die Bi-Polars.
Innerhalb eines Jahres wurden jedoch einige schwere Konstruktionsfehler offensichtlich. Die Loks waren äußerlich identisch mit den EP2 der New Haven, jedoch schwerer und dafür mit einem schwächeren Rahmen versehen. Im Gegensatz zu den Geschwistern an der Ostküste waren die Loks der Milwaukee stets von gebrochenen Achsen und Rahmenteilen, gerissenen Rädern und Speichen sowie verbogenen Aufhängefedern betroffen. Dies war eine Peinlichkeit für Westinghouse, die die Maschinen zu leicht und zu starr konstruiert hatte. In den Triebwerken gab es zu wenig seitlichen Spielraum, was zu einer starken Radabnutzung führte, und die Rahmen brachen unter den hohen Lasten während der zügigen Fahrten durch die Berge.
1922 wurden Maßnahmen für konstruktive Verbesserungen diskutiert. Die Firma Baldwin, die den mechanischen Teil geliefert hatte, empfahl eine Aufteilung des Rahmens in zwei Teile, was praktisch zu einer Doppellokomotive geführt hätte. Das Milwaukee Road’s Electrification Department unter Reinier Beeuwkes kam zu einem anderen Schluss und verwehrte sich der Empfehlung, alle zehn Maschinen in Doppelloks umzubauen. Stattdessen wurde nur die Nummer 10301 entsprechend modifiziert, aber mangels Erfolg wieder zur Einrahmenlok rückgebaut. Erst nach dem Umbau einer zweiten Lokomotive zeigten sich Erfolge: die gesamte Serie wurde für den Betrieb mit nur einem Führerstand umgebaut und mit einer neuen Laufachsführung versehen, die die Maschinen besser in den Kurven hielt. Auch die Rahmen wurden mit stärkeren Querschnitten neu aufgebaut.

## Ausmusterung

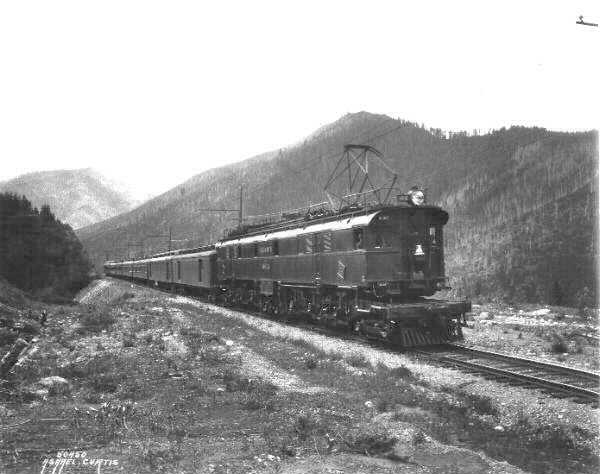
Eine EP-3 zieht ihren Zug von Seattle ostwärts

Die Lokomotiven erreichten nie die Standards, die durch ihre Geschwisterloks von General Electric maßgeblich festgelegt wurden. Sie bereiteten den technischen Abteilungen der Milwaukee Road regelmäßig Kopfzerbrechen und wurden während ihrer Einsatzzeit fünfmal umgebaut. Sie waren anfällig für Entgleisungen und ihr Gewicht verstärkte deren Folgen zusätzlich. Eine der 1939 in E10–E19 umnummerierten Lokomotiven, die E13, wurde bei einer Entgleisung in Soudan (Montana) 1947 zerstört. Als in den späten 1940er Jahren die Klasse EP-4 „Little Joe“ in Betrieb ging und die älteren Lokomotiven durch den intensiven Einsatz während des Zweiten Weltkrieges abgenutzt waren, plante die für den elektrischen Betrieb zuständige Abteilung eine Modernisierung der Altbau-Elloks. Die Reihe EP-3 wurde nicht in das Programm aufgenommen. Stattdessen wurden die sieben noch verbliebenen Lokomotiven zwischen 1952 und 1957 schrittweise außer Dienst gestellt und verschrottet, wie folgende Tabelle veranschaulicht:
| Nummerierung | Nummerierung 1939                  | Seriennummer bei Baldwin | Bau            | Ausmusterung                                                                   |
| ------------ | ---------------------------------- | ------------------------ | -------------- | ------------------------------------------------------------------------------ |
| 10300        | E10                                | 51000                    | Dezember 1918  | Verschrottet im Mai 1955                                                       |
| 10301        | E11                                | 51844                    | Juni 1919      | Verschrottet im April 1957                                                     |
| 10302        | E12                                | 51845                    | Juni 1919      | Verschrottet im Mai 1954                                                       |
| 10303        | E19 (zugeordnet, aber nie genutzt) | 52111                    | August 1919    | Verunglückt im Januar 1933; abgestellt bis zur Verschrottung im September 1942 |
| 10304        | E13                                | 52170                    | August 1919    | Verunglückt in Soudan (Montana), verschrottet im Juli 1947                     |
| 10305        | E14                                | 52215                    | August 1919    | Verschrottet im September 1952                                                 |
| 10306        | E15                                | 52239                    | August 1919    | Verschrottet im Mai 1955                                                       |
| 10307        | E16                                | 52302                    | September 1919 | Verschrottet im Mai 1955                                                       |
| 10308        | E17                                | 52347                    | September 1919 | Verschrottet im Dezember 1950                                                  |
| 10309        | E18                                | 52362                    | September 1919 | Verschrottet im April 1957                                                     |